# Agrippine l'Aînée
Pour les articles homonymes, voir Agrippine.
Agrippine l'Aînée (en latin Agrippina maior, AGRIPPINA•GERMANICI), née le 23 octobre 14 av. J.-C. à Athènes et morte le 18 octobre 33 ap. J.-C. à Pandataria, était une membre éminente de la dynastie julio-claudienne.
Elle est la petite-fille d'Auguste, la mère de Caligula et la grand-mère de Néron. Elle épouse son cousin Germanicus et voyage avec lui tout au long de sa carrière militaire. A la mort de celui-ci, elle affirme qu'il a été assassiné afin de l'écarter de la ligne de succession de l'Empire, ce qui lui attire les foudres du préfet du prétoire Séjan et de l'empereur Tibère, qui la fait exiler.

## Famille et jeunesse
Agrippine était une agréable et douce jeune fille et le quatrième enfant de l’homme d’État et fidèle allié de l’empereur Auguste, Marcus Vipsanius Agrippa et de Julia Caesaris filia. La mère d’Agrippine, Julia, était l'enfant  d’Auguste et de sa seconde femme Scribonia.
Le mariage de son père avec Julia fut son troisième. Des mariages précédents, Agrippine avait deux demi-sœurs : Vipsania Agrippina et Vipsania Marcella. Vipsania Agrippina était le premier enfant du mariage d’Agrippa et de Caecilia Pomponia Attica. Elle devint la première femme de Tibère et mère de son fils Julius Caesar Drusus. Elle épousa plus tard le sénateur et consul Caius Asinius Gallus après que Tibère eut été contraint de divorcer et d’épouser Julia. Vipsania Marcella était issue du second mariage d’Agrippa avec la nièce d’Auguste, Claudia Marcella l’Aînée. Vipsania Marcella était la première femme du général Varus.
Le mariage de la mère d’Agrippine était son second mariage. Julia était veuve de son cousin paternel Marcus Claudius Marcellus dont elle n’avait pas eu d’enfant. Du mariage de Julia et d’Agrippa, Agrippine eut une sœur, Julia Vipsania, et trois frères : Caius Caesar,  Lucius Caesar et Agrippa Postumus. Agrippine naquit à Athènes, l’année où Agrippa y exerçait des devoirs officiels au nom d’Auguste. Sa mère et ses frères et sœur avaient voyagé avec Agrippa. Plus tard, la famille revint à Rome.
En 12 av. J.-C., le père d’Agrippine mourut. Auguste força son beau-fils Tibère à mettre fin à son mariage heureux avec Vipsania Agrippina et à épouser Julia. Le mariage de Julia et de Tibère ne fut pas heureux. En 2 av. J.-C., Auguste exila la mère d’Agrippine car elle avait commis un adultère ce qui avait causé un grand scandale. Julia fut exilée jusqu'à la fin de sa vie et Agrippine ne la revit jamais. À cette époque, Tibère divorça de Julia et quitta Rome pour aller vivre à Rhodes.
Agrippine fut élevée avec ses frères et sœur par son grand-père maternel et sa grand-mère maternelle Livie. Livie fut la première impératrice et la troisième femme d’Auguste. De son premier mariage avec le préteur Tiberius Néron, Livie eut deux fils : l’empereur Tibère et le général Nero Claudius Drusus.
Selon Suétone, Agrippine eut une éducation stricte. Elle apprit à filer et à tisser et il ne lui était pas permis de dire ou faire quoi que ce soit, que ce soit en public ou en privé. Auguste lui fit faire un compte-rendu de ses activités quotidiennes et prit des mesures pour qu’elle ne tisse pas des liens d’amitié sans son consentement. Comme membre de la famille impériale, Agrippine était censée afficher les vertus traditionnelles romaines, ce qui pour une femme était la frugalité, la chasteté et le repli dans la sphère privée. Agrippine et Auguste étaient très proches.

## Mariage avec Germanicus

Buste de Germanicus, Musée Saint-Raymond.

Entre 1 av. J.-C. et 5 ap. J.-C., Agrippine épousa son cousin Germanicus. Germanicus était le fils premier né d’Antonia la Jeune et de Nero Claudius Drusus. Antonia la Jeune était la seconde fille d’Octavie la Jeune et du triumvir Marc Antoine et était donc la nièce d’Auguste. Germanicus était un général et politicien populaire. Auguste ordonna à Tibère d’adopter Germanicus comme fils et héritier. Germanicus fut toujours dans les faveurs de son grand-oncle et espérait succéder à Tibère qui avait été adopté par Auguste comme successeur. Agrippine et Germanicus étaient très attachés l’un à l’autre.
Agrippine et Germanicus eurent neuf enfants, dont trois moururent en bas âge. Les six enfants survivants furent :
- Néron Caesar (né en 6 - se suicide en exil à Ponza en 29) ;
- Drusus Iulius Caesar (né en 8 - épouse Æmilia Lepida - mort en prison en 33) ;
- Gaius Julius Caesar Germanicus, dit Caligula, né en 12 et qui devint empereur en 37 et fut assassiné en 41 ;
- Julia Agrippina (Agrippine la Jeune, dite Agrippina minor), née en 15 ou 16 et qui fut la mère de l'empereur Néron, qui l'assassina en 59 ;
- Julia Drusilla, née le 16 septembre 16, son frère Caligula la divinisa après sa mort subite. Elle meurt à 22 ans le 10 juin 38 ;
- Julia Livilla, née à Lesbos en 17 ou 18, morte en exil sous le principat de Claude, probablement assassinée sur ordre de Messaline.

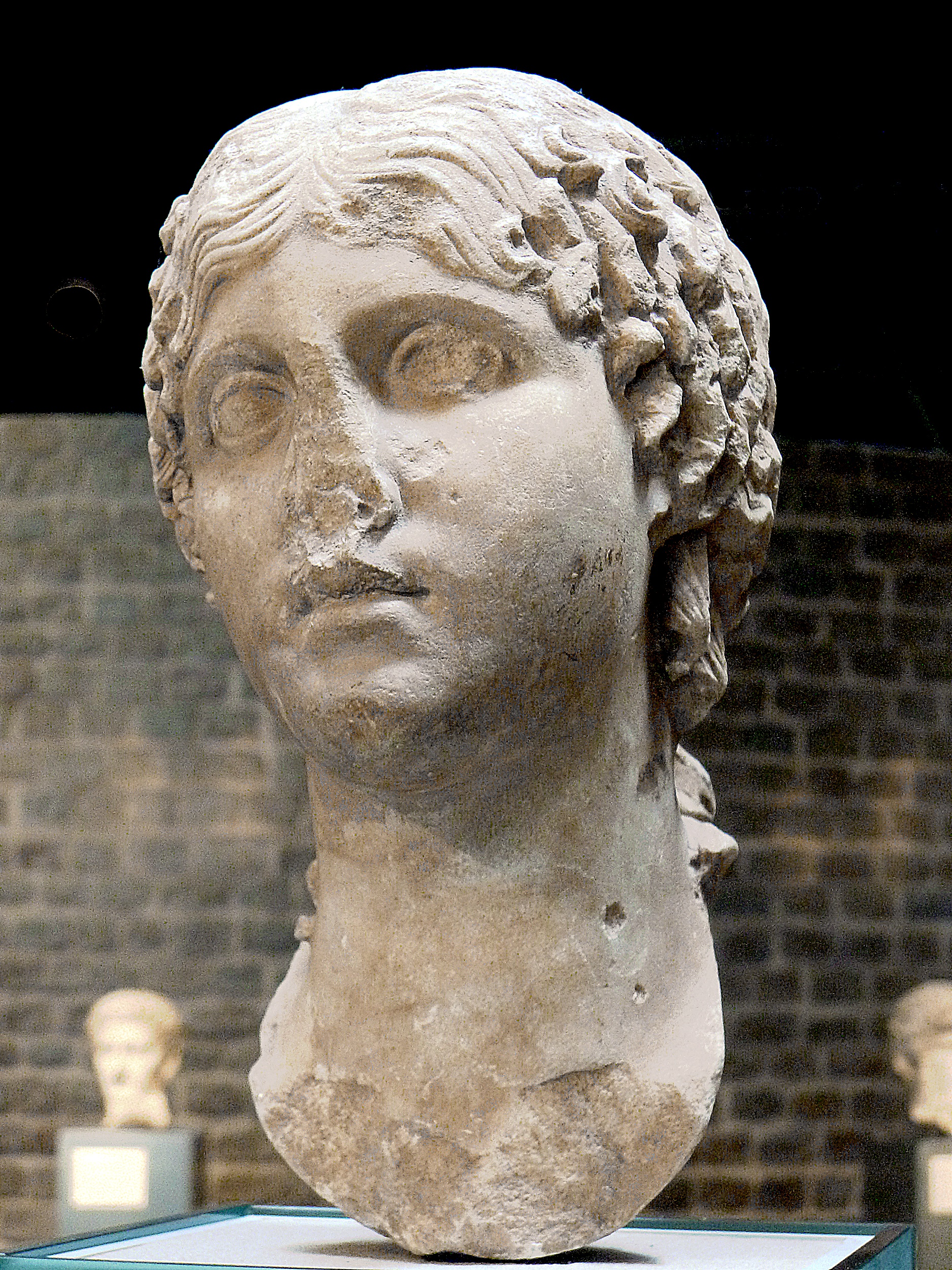
Buste d'Agrippa l'Aînée trouvé à Cologne (Musée romain-germanique).

Leurs enfants naquirent en divers endroits de l’empire. Agrippine était fière de sa grande famille et cela était en partie une cause de sa popularité parmi les citoyens romains.
Germanicus était candidat à la succession impériale et avait acquis de la notoriété lors de ses campagnes en Germanie et en Gaule. Durant ces campagnes, Agrippine accompagna son mari avec leurs enfants, ce qui était inhabituel pour une femme romaine qui était censée rester à la maison. Agrippine acquit ainsi la réputation d’une femme et épouse héroïque. Durant son séjour en Germanie, elle prouva qu’elle était une diplomate efficace.
Quelques mois avant sa mort en 14, Auguste envoya une lettre à Agrippine mentionnant que Caligula devait être le futur empereur car aucun autre enfant ne portait le nom de Germanicus.

« Voici comme il y parle de Caius (et alors il n'y avait plus d'autre enfant de ce nom) : "Je suis convenu hier avec Talarius et Asillius que, s'il plaît aux dieux, ils partiront le dix-huit mai avec le petit Caius. J'envoie avec lui un médecin de ma maison, et j'écris à Germanicus de le garder, s'il le veut. Porte-toi bien, mon Agrippine, et tâche d'arriver en bonne santé auprès de ton Germanicus. Suétone, Vie des douze Césars, Caligula, VIII, 9. »

Tibère, qui redoutait la popularité du jeune couple, envoya Germanicus en mission diplomatique et militaire en Orient. Sachant la complexité de la région, il espérait que celui-ci y subirait quelques déconvenues. Germanicus partit en 18 avec Piso qui fut nommé gouverneur de la province de la Syrie, mais rapidement se querelle avec lui et meurt à Antioche dans des circonstances mystérieuses. Agrippine ressentit une vive douleur à la mort de Germanicus et, accompagnée du futur Caligula et de sa fille cadette, Julia Livilla (née pendant le voyage) raccompagna ses cendres à Rome. Le cortège funèbre de Germanicus déclencha un fort mouvement de sympathie populaire à son égard, et la suspicion sur le rôle trouble joué par Tibère dans la mort de son fils adoptif. Agrippine accusa Piso du meurtre de Germanicus. Le procès ne prouva pas l’empoisonnement mais fortement soupçonné de trahison, Piso se suicida.
S'il est peu probable que Tibère ait ordonné la mort de Germanicus, cet événement tragique accentua définitivement le climat de suspicion qui règnait entre l'empereur et les proches d'Agrippine l'Aînée. Cette dernière, ayant fédéré autour d'elle les amis de Germanicus, des aristocrates puissants, fera tout pour préparer ses fils aînés à la succession de Tibère.

## À Rome, chute et honneurs posthumes

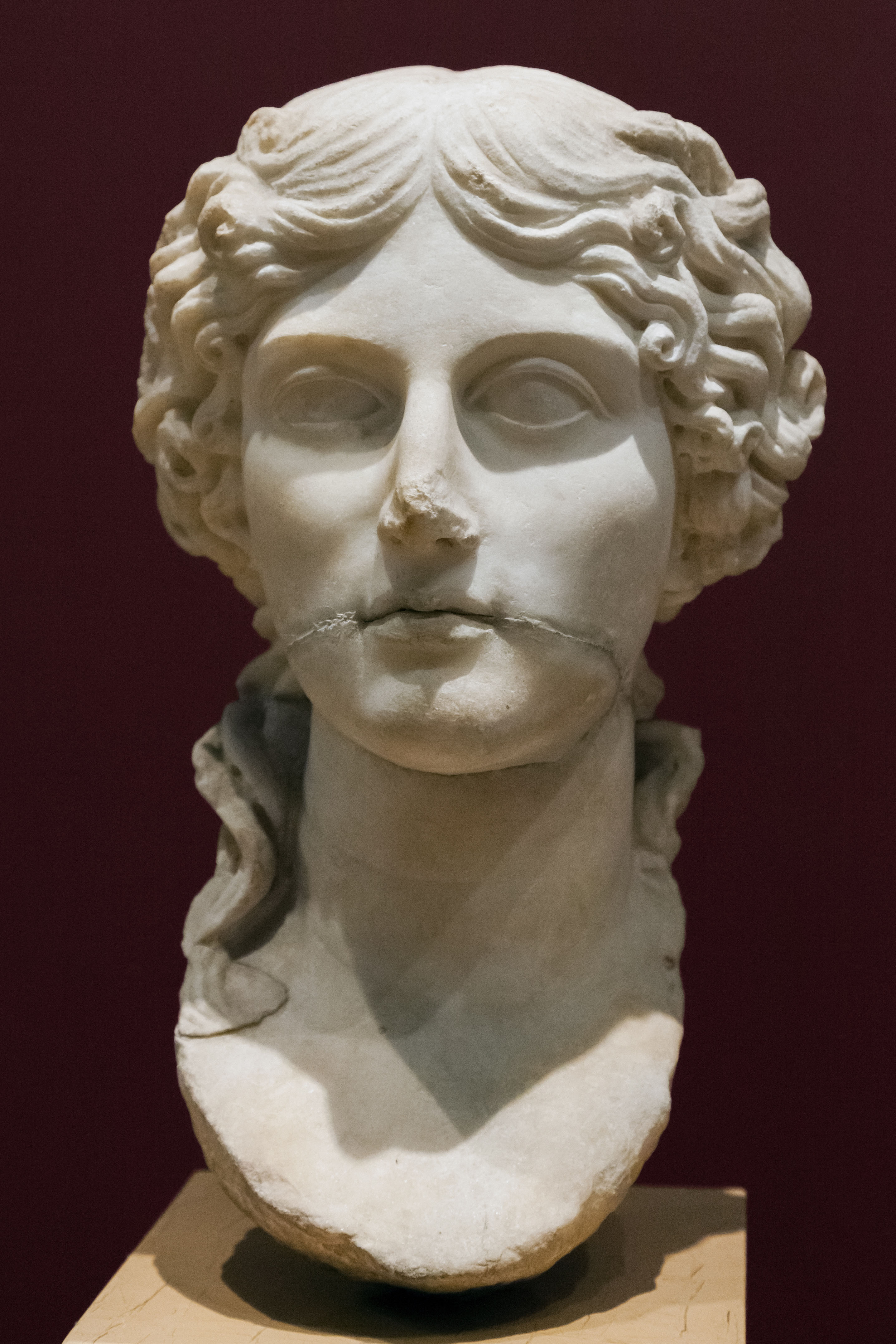
Buste d'Agrippine l'Aînée réalisé au (Istanbul, musée archéologique).

Entre 19 et 29 ap. J.-C., Agrippine vécut sur le Mont Palatin à Rome. Ses enfants furent élevés par elle, Livie et la mère de Germanicus, Antonia la Jeune. Elle était devenue solitaire, bouleversée et malade physiquement. Beaucoup de ses parents étaient morts. Agrippine entretenait une relation inconfortable avec Tibère et probablement avec la mère de Tibère, Livie. Elle s’impliqua dans la politique de la cour impériale, plaidant pour que ses fils succèdent à Tibère plutôt que les fils et petit-fils naturels de ce dernier.
Agrippine s’associa à un groupe de sénateurs romains qui s’opposaient à l’influence croissante du prétorien Séjan. Tibère commença à se méfier d’Agrippine. En 26, Agrippine demanda à Tibère de l’autoriser à épouser son beau-frère, le sénateur Caius Asinius Gallus. Tibère ne le permit pas en raison des implications politiques que ce mariage pouvait avoir.
Tibère invita Agrippine à diner au palais impérial. Il lui offrit une pomme afin de tester ses sentiments envers l’empereur. Agrippine suspecta que la pomme pouvait être mortelle et refusa de goûter le fruit. Ce fut la dernière fois que Tibère invita Agrippine à sa table. Agrippine affirma plus tard qu’il avait essayé de l’empoisonner.

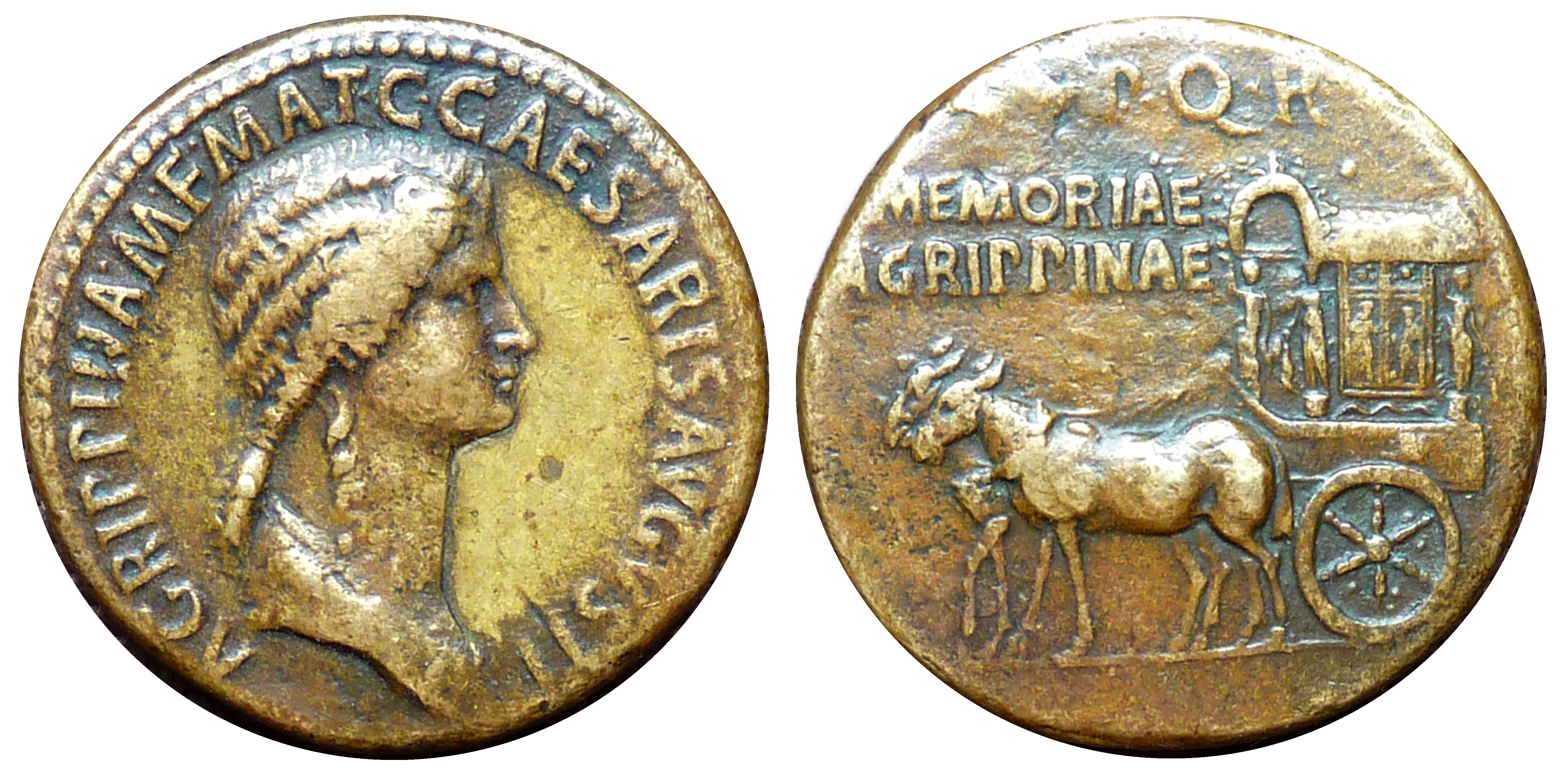
Sesterce émise par Caligula vers 40 à l'effigie d'Agrippine. Verso montrant le retour de ses cendres en carpentum.

En 29, Agrippine et ses fils, Néron Caesar et Drusus Iulius Caesar, furent arrêtés sur les ordres de Tibère. Ce dernier les accusa faussement de vouloir chercher asile auprès de l’armée romaine à l’étranger. Agrippine et ses fils furent jugés par le Sénat romain. Elle fut bannie sur l’ordre de Tibère dans l’île de Pandataria dans la Mer Tyrrhénienne, là où sa propre mère avait connu l’exil.
En exil à Pandataria, Agrippine protesta violemment. Tibère ordonna à un centurion de la frapper et elle perdit un œil dans le châtiment. Elle refusa de manger, fut forcée de le faire mais finira par mourir de faim en octobre 33. Son fils Drusus mourut de faim en prison à Rome. Son autre fils Néron soit se suicida ou fut assassiné après son procès en 29. Séjan fut assassiné en 31 sur les ordres de Tibère qui le suspectait de complot.
Après sa mort, Tibère souilla sa mémoire et fit proclamer au sénat que le jour anniversaire de sa mort un don serait consacré à Jupiter.
En mars 37, Tibère mourut et le fils survivant d’Agrippine, Caligula, lui succéda. Après l’éloge à Tibère, Caligula alla à Pandataria et dans les Îles Pontines chercher les cendres de sa mère et de son frère.
Par dévotion pour sa famille, il ordonna aux soldats les plus distingués de porter au Mausolée d'Auguste les urnes de sa mère et de ses deux frères et ce, sur l’heure du midi, alors que les rues de Rome étaient les plus encombrées. Une médaille de bronze du British Museum montre le retour des cendres d’Agrippine à Rome.
Caligula fixa un jour pour permettre au peuple d’offrir des sacrifices en l’honneur des morts de leur famille. En l’honneur d’Agrippine, il organisa des jeux du cirque au cours desquels une statue de sa mère devait être montrée. Il fit brûler publiquement les pièces relatives aux procès de sa mère et ses frères.
Selon Suétone, Caligula alimenta la rumeur qui disait que sa mère était née d’un inceste entre Auguste et sa fille Julia.

Hommages à Germanicus dans la peinture
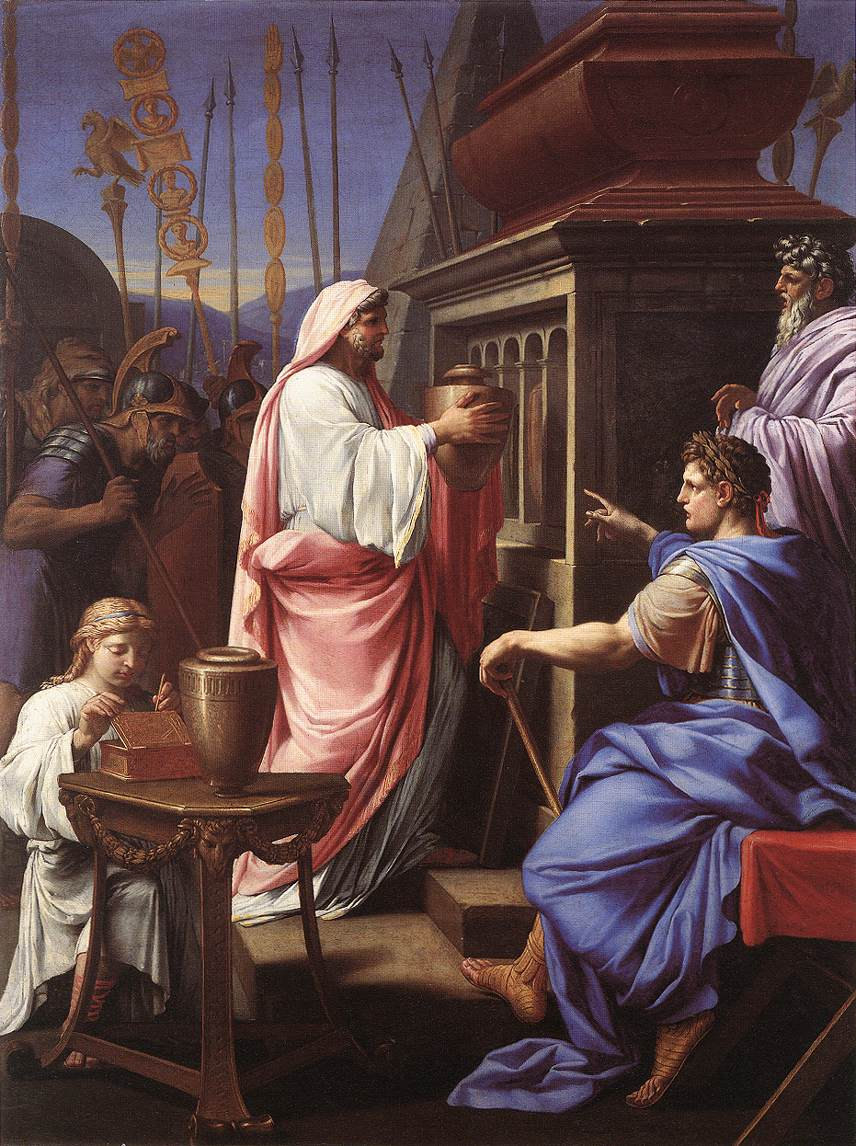
Eustache Le Sueur, 1647 Caligula déposant les cendres de sa mère et de son frère dans la tombe de ses ancêtres
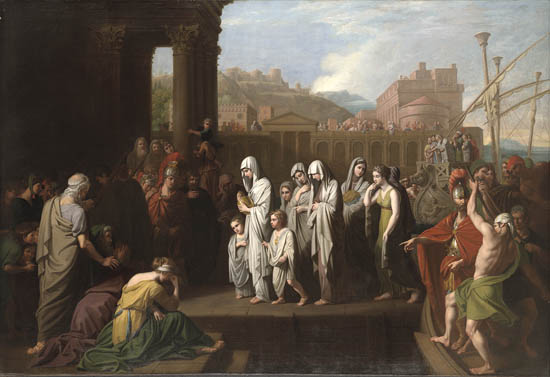
Benjamin West, v. 1768 Agrippine arrivant à Brindisi avec les cendres de Germanicus
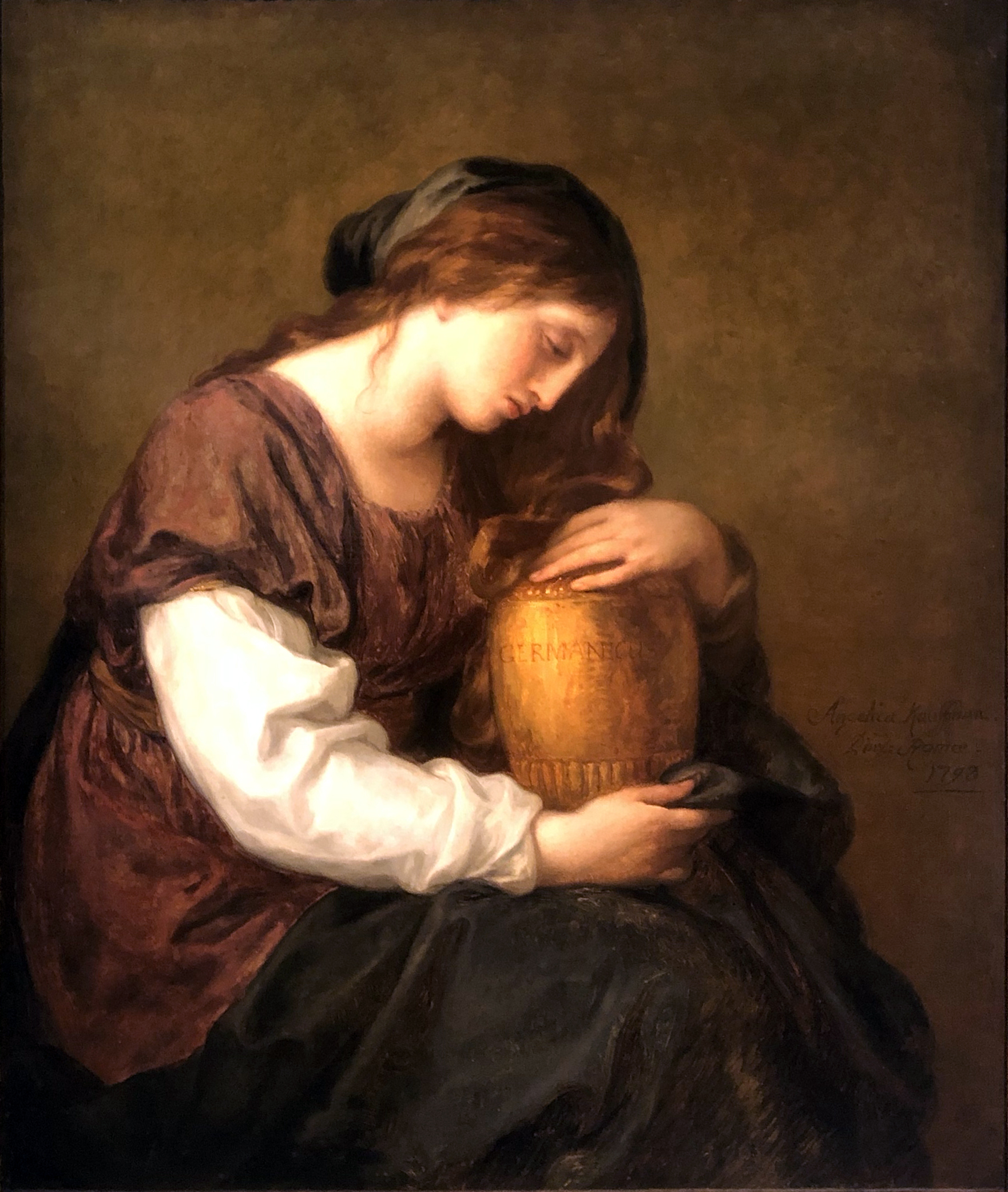
Angelica Kauffmann, 1793 Agrippine pleure sur l'urne de Germanicus Düsseldorf, Museum Kunstpalast

## Personnalité
Agrippine est considérée, dans les sources historiques anciennes et modernes comme une matrone romaine, femme d’une grande réputation, avec un excellent caractère et des mœurs romaines remarquables. Elle était une épouse et mère attentive qui défendit les intérêts de ses enfants et l'avenir de sa famille.
Selon Tacite, Agrippine était de caractère emporté. Tout au long de sa vie, elle mit en avant son illustre ascendance et le fait qu’elle soit le véritable sang d’Auguste peut avoir contribué à sa chute. Bien qu’elle fût une victime innocente de la tyrannie de Tibère, l’attitude d’Agrippine par rapport à son ascendance devint une mise en question de la position de Tibère en tant que successeur d’Auguste et empereur.

## Héritage
Agrippine est considérée comme la plus éminente et distinguée des petits-enfants d’Auguste. Elle est également une des femmes les plus importantes des Julio-Claudiens et une des plus vertueuses et héroïques femmes du Ier siècle.

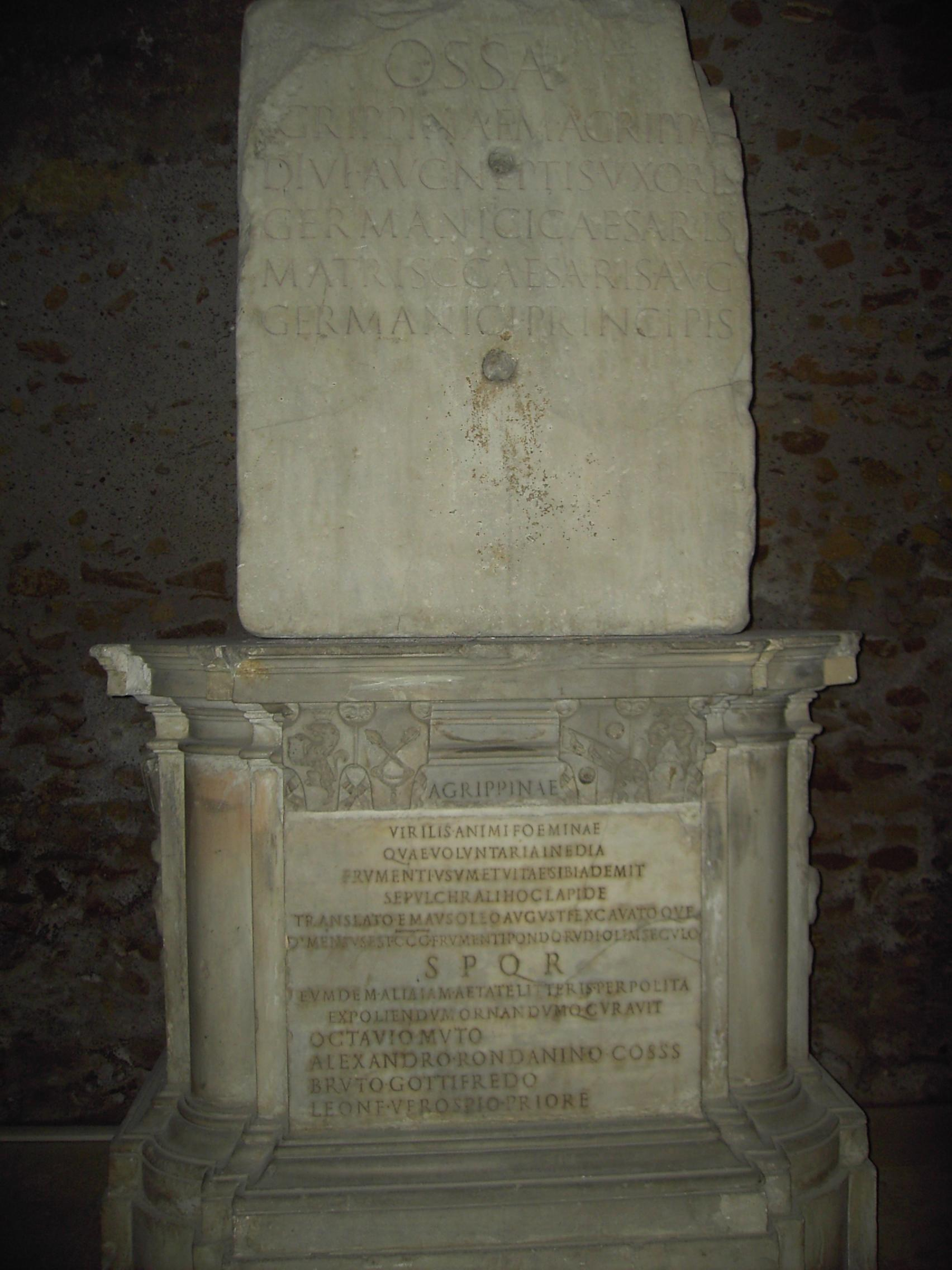
Urne funéraire d’Agrippine, dans le tabularium.

Elle est la première femme romaine à avoir accompagné son mari dans des campagnes militaires, à avoir vécu avec les légions romaines. Agrippine est la première femme à avoir eu plusieurs descendants sur le trône. Elle fut la grand-mère maternelle de Néron, elle fut la grand-mère paternelle de Julia Drusilla, la fille de Caligula. Elle fut l’arrière-grand-mère de Claudia Augusta, la seule fille de Néron et de Poppée.
Bien qu’Agrippine soit un exemple parfait de matrone romaine, elle établit également un précédent dans l’influence et le pouvoir que les femmes peuvent exercer dans la politique romaine, en particulier à la cour impériale, au sénat et dans l’armée. Après elle, les femmes aristocratiques eurent plus de pouvoir et d’influence que pendant la république car elles assistaient à la gestion et à la prise de décision. À partir de son exemple, certaines femmes devinrent des conseillers des empereurs suivants, notamment en matière d’éducation, de culture ou de bienfaisance.
Tacite utilisa les mémoires écrits par Agrippine la Jeune pour décrire la famille et le destin d’Agrippine l’aînée dans ses Annales. Un portrait d’Agrippine se trouve aux Musées du Capitole à Rome.

## Postérité

### Littérature
- Giovanni Boccacio consacre un chapitre à Agripinne l'Aînée dans son ouvrage Sur les femmes célèbres publié en 1374[13].
- Agrippine, pièce écrite par Cyrano de Bergerac

### Astronomie
Le cratère vénusien Agrippina a été nommé en son honneur.

### Art contemporain
Agripinne l'Aînée figure parmi les 1 038 femmes référencées dans l'œuvre d’art contemporain The Dinner Party (1979) de Judy Chicago. Son nom y est associé à Marcelle,.